# Cécile Lauru
Cécile Henriette Lauru, cunoscută și sub numele de Cäcilie Lauru, (n. 29 iulie 1881, Nantes, Franța – d. 5 martie 1959, Paris, Franța) a fost o violoncelistă și o compozitoare franceză, viața ei fiind strâns legată de România, țara din care provinea soțul ei, scriitorul Vasile Georgescu Paleolog (1890–1979).

## Biografie

### Copilăria și educația - Franța

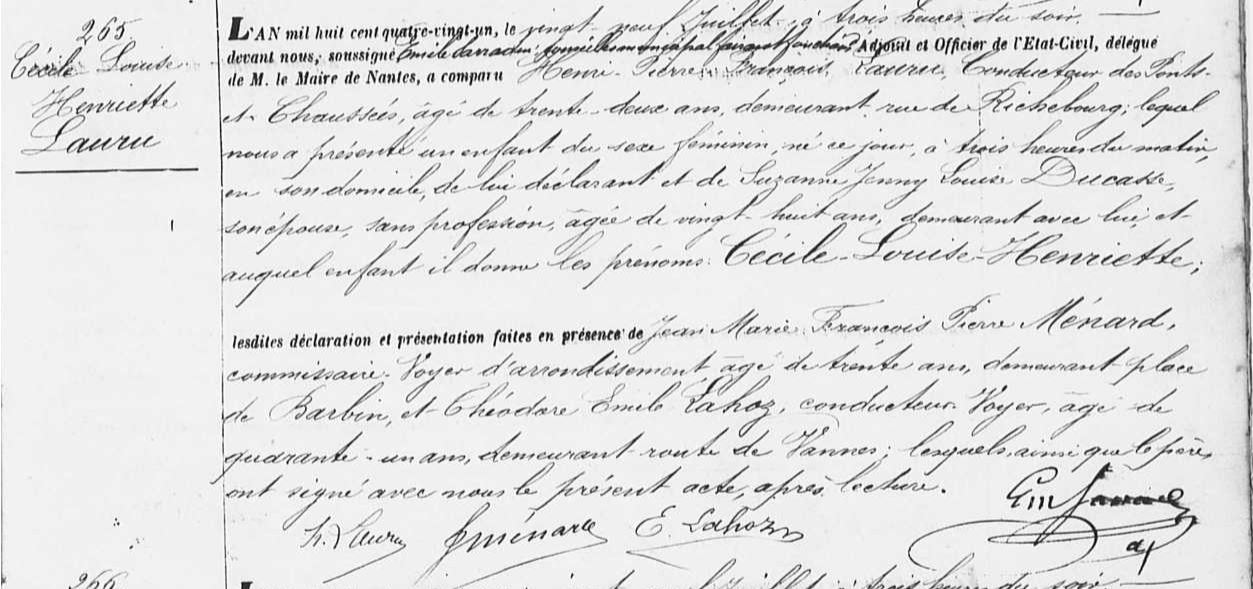
29 iulie 1881 - Certificatul de naștere a lui Cécile Louise Henriette Lauru.

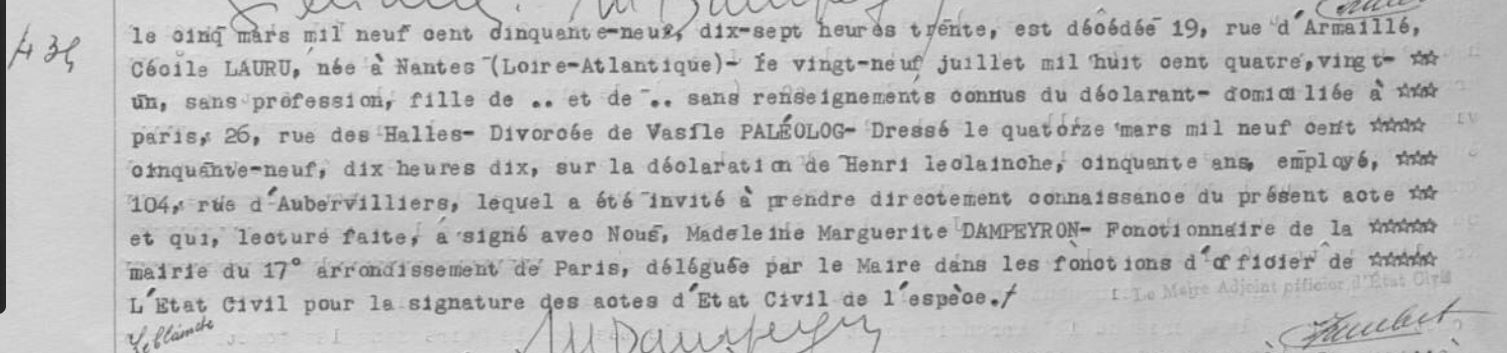
Certificatul de deces al lui Cécile Lauru.

Cécile Louise Henriette Lauru s-a născut pe 29 iulie 1881, la Nantes, din căsătoria dintre Henri Pierre François Lauru, director al Autorității Rutiere Franceze, și Jenny Suzanne Louise Ducasse. Părinții săi, de religie protestantă, i-au încurajat atât pe Cécile, cât și pe frații ei să urmeze o educație muzicală încă de la o vârstă fragedă. Ea a luat lecții de pian și orgă, iar mai târziu și de vioară, însă nu după mult timp a trecut la violoncel.
După ce familia s-a mutat la Paris în 1899, Cécile Lauru a început să studieze orga la Conservatorul Național, sub îndrumarea lui Alexandre Guilmant, începând cu anul 1901. În paralel, a urmat cursuri de compoziție și contrapunct la nou-înființata Schola Cantorum⁠(d), fiind ghidată de Charles Tournemire⁠(d). A câștigat rapid recunoaștere ca compozitoare și, în 1906, a fost acceptată ca membră a Société des compositeurs de musique⁠(d), ajungând să lucreze alături de [[{{{2}}}|Mel Bonis]]⁠(en)[traduceți] și Augusta Holmès⁠(d), beneficiind de sprijinul necesar pentru publicarea unor lucrări proprii.

### La Curtea Imperială Germană - Berlin/Potsdam (1903-1914)
În anul 1903, Cécile a fost angajată ca profesoară de limba franceză și guvernantă a prințesei Victoria Louise a Prusiei, fiica împăratului Wilhelm al II-lea. Timp de 10 ani, până în 1913, aceasta a avut privilegiul de a-și interpreta propriile compoziții la Curtea Imperială Germană din Berlin și Potsdam. 
Colaborarea sa artistică cu prințesa Feodora de Schleswig-Holstein-Sonderburg-Augustenburg, sora mai mică a împărătesei Auguste Victoria, a condus la publicarea mai multor lucrări vocale. În primăvara anului 1908, Cécile a călătorit pentru câteva săptămâni la Paris, unde a stabilit legături cu Société des compositeurs féminins, devenind totodată membră a acestei organizații.
După întoarcerea sa la Curtea Imperială, contactul său de muncă a fost încheiat oficial, în 1909, după confirmarea prințesei Victoria-Louise. Cu toate acestea, împărăteasa și fiica sa i-au cerut să rămână disponibilă. Ca răspuns, Cécile a decis să se mute la Berlin. În 1909, cu aprobarea autorităților franceze și cu un sprijin larg din partea sectorului privat, Cécile a fondat un internat pentru tinerele franceze care doreau să studieze, să lucreze sau să învețe limba germană, la Berlin. Instituția era amplasată pe Nürnberger Straße 69⁠(d), dispunând de mai multe apartamente, o bibliotecă și o bucătărie. Cu venirea Primului Război Mondial, internatul a fost nevoit să își întrerupă activitatea, iar Cécile a fost forțată să părăsească Germania, în toamna anului 1914.

### 1914 - Înapoi în Franța
În 1914 s-a căsătorit cu intelectualul român Vasile Georgescu Paleolog (1890–1979), pe care îl cunoscuse prin intermediul surorii sale, la Paris. Acesta a participat la Primul Război Mondial în cadrul misiunilor militare românești din Franța și Italia. Cuplul a locuit la Paris până în 1922, cu unele întreruperi, inclusiv în Italia, și a fost în contact cu atelierele artiștilor din Montparnasse. Cécile s-a împrietenit în mod deosebit cu Constantin Brâncuși și Erik Satie.

### În România (1923-1930)
Întrucât V. G. Paleolog moștenise pământuri, cei doi s-au mutat în România în 1923. Această mutare i-a stârnit lui Cécile interesul în etnomuzicologie, studiing cântecele bisericești ortodoxe. Influența motivelor și ritmurilor folclorice ale Carpaților a avut un impact semnificativ asupra compozițiilor sale, îmbogățindu-le și însuflețindu-le. Cécile a compus mai multe triouri, inclusiv La foire de Tismana op. 53, o sonată pentru vioară și pian op. 40 și poemul simfonic Dimanche des Rameaux au monastère de Cozia op. 54, care încorporează sistemele modale, ritmurile și cadențele muzicii tradiționale românești. În acest scop, a studiat și înregistrările realizate de Béla Bartók cu cântece populare românești. Numai din acest punct de vedere, opera lui Cécile poate fi considerată o noutate în peisajul muzical francez. Cécile a susținut, de asemenea, prelegeri publice, uneori împreună cu soțul ei, despre muzica românească, dar și despre Erik Satie, Claude Debussy și muzica franceză modernă, profitând de fiecare ocazie pentru a-și interpreta propriile compoziții. Ea și-a învățat fiii să cânte la violoncel, vioară și pian, astfel încât aceștia au putut cânta împreună în trio.

### Înapoi la Berlin (1930-1940)
În dorința de a le oferi celor trei fii ai lor, Tretie (născut în anul 1916, la Roma), Preda (născut în anul 1917, la Paris) și Dyspre (născut în anul 1921, la Blevio) o educație bună, în 1930, familia s-a mutat la Berlin. Aceștia au urmat cursurile Liceului Francez⁠(d) (Französische Gymnasium), iar mai târziu ale Universității Tehnice din Charlottenburg (acum TU Berlin). Între timp, Cécile a reușit să-și consolideze rețeaua existentă din Berlin. A dat lecții particulare de franceză, a fost invitată de către diverse grupuri de muzică de cameră și chiar a fost rugată să cânte la orgă în Biserica franceză Friedrichstadt⁠(d) (germană: Französische Friedrichstadtkirche), situată pe Gendarmenmarkt⁠(d). Chiar și după ce Adolf Hitler a ajuns la putere, în anul 1933, familia a rămas la Berlin. Totuși, Cécile a remarcat că mulți dintre prietenii săi au fugit în Franța sau SUA, printre ei numărându-se și Albert Einstein, cu care cântase anterior triouri în salonul Vilei Oppenheim⁠(d) din Wannsee⁠(d). În anul 1939/1940, cei trei fii ai lui Cécile și-au primit diplomele de inginerie de la Universitatea Tehnică (în prezent TU Berlin). Din cauza unei glume dizidente făcute de fii la universitate, în anul 1940, a fos emis un document de deportare. În consecință, familia a emigrat la București.

### La București (1941-1959)
Deși în București exista o scenă muzicală românească puternic francofilă, activitatea de compoziție era exclusă la acea vreme. Cei doi fii au fost trimiși curând pe front și s-au întors în 1944, același an în care Bucureștiul a fost ocupat de trupele sovietice. Vasile Georgescu Paleolog a fost internat temporar și a pierdut pământurile în urma naționalizării, iar proprietățile imobiliare ale familiei au fost, de asemenea, expropriate. În 1946, fiul cel mic a reușit să fugă din țară. Fiind o femeie de origine franceză și membră a burgheziei, Cécile a fost supusă hărțuirilor în perioada Cortinei de Fier. Aceasa a căutat refugiu în cercuri muzicale, unde se interpreta muzică de cameră, și a rămas în contact cu personalități precum pianista Cella Delavrancea-Lahovary. În 1959, Cécile a reușit să obțină o viză necesară pentru a ajunge în Franța. 
Însă, la trei zile după sosirea sa la Paris, aceasta a suferit un accident pe Bulevardul Champs-Élysées. Cécile a murit la vârsta de 77 de ani, la Spitalul Marmottan⁠(d). Acest lucru i-a împlinit dorința exprimată în mod repetat de a se stinge în Franța, țara sa natală. 

## Compoziții

### Ediții publicate
- Communion (poésie de Léonce Depont), Éd. F. Durdilly, Paris, 1901 (OCLC 843550143).
- Drossellied et Zwei Lieder (von F. Hugin) für eine Singstimme mit Begleitung des Pianoforte, Leipzig, Cologne, Berlin, Ed. N. Simrock, 1906.
- Nouveau-nés. Berceuse (poésie de A. Daudet), Éd. F. Durdilly, Paris, 1906 (?).
- Impressions brèves. Neuf mélodies pour une voix avec accompagnement de piano (poésies de Sully Prudhomme, Ronsard, A. Dorchain, Leconte de Lisle et Conrad F. Mayer), Éd. F. Durdilly, Paris, 1907 (OCLC 843550147).
- La douleur (poésie de Ch. Guérin), Éd. Hayet, Paris, 1908 (OCLC 843550145).